# Олів'є Нчам
Жюль Олів'є́ Нча́м (фр. Jules Olivier Ntcham, нар. 9 лютого 1996, Лонжумо) — французький футболіст камерунського походження, фланговий півзахисник турецького «Самсунспора» і збірної Камеруну.

## Клубна кар'єра
Народився 9 лютого 1996 року в місті Лонжумо. Вихованець юнацьких команд футбольних клубів «Париж» та «Гавр», а 2012 року перейшов у академію англійського «Манчестер Сіті», ціна трансферу склала 1 мільйон євро.
У липні 2015 року Нчам підписав п'ятирічну угоду з «Манчестер Сіті», після чого для отримання ігрової практики був відданий в оренду на два роки до італійського клубу «Дженоа». 23 серпня 2015 року дебютував за нову команду в матчі проти клубу «Палермо», вийшовши у стартовому составе. Загалом за два сезони взяв участь у 37 матчах Серії А.
12 липня 2017 року за 4,5 мільйонів фунтів стерлінгів перейшов у «Селтік», підписавши чотирирічний контракт. У першому ж сезоні виграв з командою усі три основі національні трофеї — чемпіонат, Кубок Шотландії та Кубок Ліги. Станом на 5 жовтня 2018 року відіграв за команду з Глазго 34 матчі в національному чемпіонаті.

## Виступи за збірні
2011 року дебютував у складі юнацької збірної Франції, взяв участь у 34 іграх на юнацькому рівні, відзначившись 6 забитими голами.
Протягом 2015—2018 років залучався до складу молодіжної збірної Франції. На молодіжному рівні зіграв у 20 офіційних матчах, забив 1 гол.

## Статистика виступів

### Статистика клубних виступів
| Сезон              | Команда            | Чемпіонат          | Чемпіонат | Чемпіонат | Національний кубок | Національний кубок | Національний кубок | Континентальні кубки | Континентальні кубки | Континентальні кубки | Інші змагання | Інші змагання | Інші змагання | Усього | Усього |
| Сезон              | Команда            | Ліга               | Ігор      | Голів     | Ліга               | Ігор               | Голів              | Ліга                 | Ігор                 | Голів                | Ліга          | Ігор          | Голів         | Ігор   | Голів  |
| ------------------ | ------------------ | ------------------ | --------- | --------- | ------------------ | ------------------ | ------------------ | -------------------- | -------------------- | -------------------- | ------------- | ------------- | ------------- | ------ | ------ |
| 2015–16            | «Дженоа»           | A                  | 17        | 0         | КІ                 | 1                  | 0                  | -                    | -                    | -                    | -             | -             | -             | 18     | 0      |
| 2016–17            | «Дженоа»           | A                  | 20        | 3         | КІ                 | 3                  | 0                  | -                    | -                    | -                    | -             | -             | -             | 23     | 3      |
| Усього за «Дженоа» | Усього за «Дженоа» | Усього за «Дженоа» | 37        | 3         |                    | 4                  | 0                  |                      | -                    | -                    |               | -             | -             | 41     | 3      |
| 2017–18            | «Селтік»           | ПЛ                 | 29        | 5         | КШ+КЛ              | 5+2                | 3+0                | ЛЧ+ЛЄ                | 9+2                  | 1+0                  | -             | -             | -             | 47     | 9      |
| 2018–19            | «Селтік»           | ПЛ                 | 5         | 2         | КШ+КЛ              | 0+2                | 0+0                | ЛЧ+ЛЄ                | 6+4                  | 1+1                  | -             | -             | -             | 17     | 4      |
| Усього за «Селтік» | Усього за «Селтік» | Усього за «Селтік» | 34        | 7         |                    | 9                  | 3                  |                      | 21                   | 3                    |               | -             | -             | 64     | 13     |
| Усього за кар'єру  | Усього за кар'єру  | Усього за кар'єру  | 71        | 10        |                    | 13                 | 3                  |                      | 21                   | 3                    |               | -             | -             | 105    | 16     |

### Статистика виступів за збірну
Станом на 10 вересня 2024 року
| Дата       | Місто     | Господарі      | Результат | Гості    | Турнір                                        | Голи | Примітки |
| ---------- | --------- | -------------- | --------- | -------- | --------------------------------------------- | ---- | -------- |
| 23-9-2022  | Коян      | Узбекистан     | 2 – 0     | Камерун  | товариський матч                              | -    | 74'      |
| 27-9-2022  | Сеул      | Південна Корея | 1 – 0     | Камерун  | товариський матч                              | -    | 41'      |
| 18-11-2022 | Абу-Дабі  | Камерун        | 1 – 1     | Панама   | товариський матч                              | -    | 53'      |
| 2-12-2022  | Лусаїл    | Камерун        | 1 – 0     | Бразилія | ЧС 2022 - груповий етап                       | -    | 66'      |
| 24-3-2023  | Яунде     | Камерун        | 1 – 1     | Намібія  | Відбір до Кубка африканських націй 2023       | -    | 71'      |
| 10-6-2023  | Сан-Дієго | Мексика        | 2 – 2     | Камерун  | товариський матч                              | -    | 72'      |
| 12-10-2023 | Москва    | Росія          | 1 – 0     | Камерун  | товариський матч                              | -    | 86'      |
| 16-10-2023 | Ланс      | Сенегал        | 1 – 0     | Камерун  | товариський матч                              | -    |          |
| 21-11-2023 | Бенгазі   | Лівія          | 1 – 1     | Камерун  | Відбір до ЧС 2026                             | 1    | 88'      |
| 9-1-2024   | Джидда    | Замбія         | 1 – 1     | Камерун  | товариський матч                              | -    | 46'      |
| 15-1-2024  | Ямусукро  | Камерун        | 1 – 1     | Гвінея   | Кубок африканських націй 2023 - груповий етап | -    |          |
| 19-1-2024  | Ямусукро  | Сенегал        | 3 – 1     | Камерун  | Кубок африканських націй 2023 - груповий етап | -    | 79'      |
| 23-1-2024  | Буаке     | Гамбія         | 2 – 3     | Камерун  | Кубок африканських націй 2023 - груповий етап | -    |          |
| 27-1-2024  | Абіджан   | Нігерія        | 2 – 0     | Камерун  | Кубок африканських націй 2023 - 1/8 фіналу    | -    |          |
| 11-6-2024  | Луанда    | Ангола         | 1 – 1     | Камерун  | Відбір до ЧС 2026                             | -    | 19' 81'  |
| 10-9-2024  | Кампала   | Зімбабве       | 0 – 0     | Камерун  | Відбір до Кубка африканських націй 2025       | -    | 90+6'    |
| Усього     |           | Матчів         | 16        |          | Голів                                         | 1    |          |

| Дата     | Місто  | Господарі | Результат | Гості   | Турнір           | Голи | Примітки |
| -------- | ------ | --------- | --------- | ------- | ---------------- | ---- | -------- |
| 5-6-2017 | Тирана | Албанія   | 0 – 3     | Франція | Товариський матч | -    | 75'      |
| 8-6-2017 | Кретей | Франція   | 3 – 1     | Камерун | Товариський матч | -    |          |
| Усього   |        | Матчів    | 2         |         | Голів            | 0    |          |

## Титули і досягнення
- Чемпіон Шотландії (3):

«Селтік»: 2017–18, 2018–19, 2019–20
- Володар Кубка Шотландії (3):

«Селтік»: 2017–18, 2018–19, 2019–20
- Володар Кубка шотландської ліги (3):

«Селтік»: 2017–18, 2018–19, 2019–20